# 血腥聖誕節
《血腥聖誕節》（英語：Christmas Bloody Christmas）是一部2022年美國聖誕恐怖電影，由喬·畢格斯（Joe Begos）編導，瑞莉·丹迪（Riley Dandy）、山姆·德里奇、強納·雷·羅德里奎斯、朵拉·梅德森、傑瑞米·嘉納（Jeremy Gardner）、傑夫·丹尼爾和亞伯拉罕·班魯比主演。電影講述了機器聖誕老人（班魯比飾演）在聖誕夜瘋狂殺人的故事。《血腥聖誕節》2022年12月9日在美國院線有限上映，並同步在Shudder上串流發行；影評口碑褒貶不一。

## 演員
- 瑞莉·丹迪（Riley Dandy）飾演桃莉·圖姆斯（Tori Tooms）
- 山姆·德里奇（英语：Sam Delich）飾演羅比·雷諾斯（Robbie Reynolds）
- 強納·雷·羅德里奎斯（英语：Jonah Ray）飾演傑（Jay）
- 朵拉·梅德森（英语：Dora Madison Burge）飾演拉娜（Lahna）
- 傑瑞米·嘉納（Jeremy Gardner）飾演鮑比·史密斯警官（Officer Bobby Smith）
- 傑夫·丹尼爾（英语：Jeff Daniel Phillips）飾演門羅警長（Sheriff Monroe）
- 亞伯拉罕·班魯比（英语：Abraham Benrubi）飾演聖誕老人
- 格拉漢·史吉普（英语：Graham Skipper）飾演麥克（Mike）
- 康薩絲·波琳（英语：Kansas Bowling）飾演莉蒂·圖姆斯（Liddy Tooms）

## 製作
編導喬·畢格斯（Joe Begos）在推銷《平安夜，殺人夜》（1984年）的重拍版時，提出將謀殺案設定成由終結者式的機器人所為。該提案因偏離原著太遠而被拒絕，但畢格斯繼續發展這個想法，並在COVID-19期間編寫了《血腥聖誕節》的劇本。畢格斯考量到體格差異，選擇了演員亞伯拉罕·班魯比來扮演殺手聖誕老人，而非替身演員。本片的主要拍攝完全在加利福尼亞州普萊瑟維爾及洛杉磯進行，於2022年4月宣告殺青。

## 發行
《血腥聖誕節》2022年12月9日在美國院線有限上映，並同步在Shudder上串流發行。

## 反響

### 票房
在美國，本片首映週末從301家影院收穫了13萬美元的票房。

### 評價
本片在爛番茄上根據48條評論，新鮮度為77%，平均評分為5.3／10。該網站共識影評：「關於兇殘機器聖誕老人的《血腥聖誕節》也許有趣程度不如預期，但對於節日恐怖迷而言，本片仍是一份禮物。」Metacritic根據8位影評人的評分，為本片打出了46分（滿分100分），代表口碑「好壞參半或一般」。

## 外部連結
- 互联网电影数据库（IMDb）上《血腥聖誕節》的资料（英文）